# Eupackardia semicaeca
Eupackardia semicaeca är en fjärilsart som beskrevs av Cockerell 1914. Eupackardia semicaeca ingår i släktet Eupackardia och familjen påfågelsspinnare. Inga underarter finns listade i Catalogue of Life.